# Bernoulliho diferenciální rovnice
Bernoulliho diferenciální rovnice je v matematice obyčejná diferenciální rovnice tvaru:
{\displaystyle y'+P(x)y=Q(x)y^{n}\,}
kde {\displaystyle n} je reálná konstanta. Pro {\displaystyle n=0} přejde Bernoulliho rovnice na nehomogenní lineární rovnici, pro {\displaystyle n=1} na homogenní lineární rovnici. Rovnice je pojmenována po Jacobu Bernoullim, který ji popsal v roce 1695. Význam Bernoulliho diferenciální rovnice tkví v tom, že se jedná o nelineární diferenciální rovnice, u kterých je známo přesné řešení. Speciálním případem Bernoulliho rovnic je logistická diferenciální rovnice.

## Transformace na lineární diferenciální rovnici
Pro {\displaystyle n=0} a {\displaystyle n=1} je Bernoulliho rovnice lineární. Pro {\displaystyle n\neq 0} a {\displaystyle n\neq 1} převádí substituce {\displaystyle u=y^{1-n}} libovolnou Bernoulliho rovnici na lineární diferenciální rovnici.
Například:
Uvažujme následující diferenciální rovnici: {\displaystyle x{\frac {dy}{dx}}+y=x^{2}y^{2}}
Přepíšeme ji do Bernoulliho tvaru (pro {\displaystyle n=2}): {\displaystyle {\frac {dy}{dx}}+{\frac {1}{x}}y=xy^{2}}
Odtud substitucí {\displaystyle u=y^{-1}} dostaneme {\displaystyle {\frac {du}{dx}}-{\frac {1}{x}}u=-x}, což je lineární diferenciální rovnice.

## Řešení
Nechť {\displaystyle x_{0}\in (a,b)} a
{\displaystyle \left\{{\begin{array}{ll}z:(a,b)\rightarrow (0,\infty )\ ,&{\textrm {pro}}\ \alpha \in \mathbb {R} \setminus \{1,2\},\\z:(a,b)\rightarrow \mathbb {R} \setminus \{0\}\ ,&{\textrm {pro}}\ \alpha =2,\\\end{array}}\right.}
je řešením lineární diferenciální rovnice
{\displaystyle z'(x)=(1-\alpha )P(x)z(x)+(1-\alpha )Q(x).}
Odtud plyne, že {\displaystyle y(x):=[z(x)]^{\frac {1}{1-\alpha }}} je řešením rovnice
{\displaystyle y'(x)=P(x)y(x)+Q(x)y^{\alpha }(x)\ ,\ y(x_{0})=y_{0}:=[z(x_{0})]^{\frac {1}{1-\alpha }}.}
a pro každou takovou diferenciální rovnici a pro všechna {\displaystyle \alpha >0} je {\displaystyle y\equiv 0} řešením pro {\displaystyle y_{0}=0}.

## Příklad
Uvažujme Bernoulliho rovnici (v tomto případě Riccatiho rovnici).
{\displaystyle y'-{\frac {2y}{x}}=-x^{2}y^{2}}
Nejprve si všimněme, že jedním řešením je {\displaystyle y=0}.
Vydělením {\displaystyle y^{2}} dostáváme
{\displaystyle y'y^{-2}-{\frac {2}{x}}y^{-1}=-x^{2}}
Substitucí proměnných
{\displaystyle w={\frac {1}{y}}}
{\displaystyle w'={\frac {-y'}{y^{2}}}}
dostáváme rovnici
{\displaystyle -w'-{\frac {2}{x}}w=-x^{2}}
{\displaystyle w'+{\frac {2}{x}}w=x^{2}}
kterou lze řešit metodou integračního faktoru
{\displaystyle M(x)=e^{2\int {\frac {1}{x}}\,dx}=e^{2\ln x}=x^{2}.}
vynásobením {\displaystyle M(x)} dostaneme
{\displaystyle w'x^{2}+2xw=x^{4},\,}
všimněme si, že levá strana je derivací výrazu {\displaystyle wx^{2}}. Integrováním obou stran podle {\displaystyle x} dostáváme rovnici
{\displaystyle \int w'x^{2}+2xw\,dx=\int x^{4}\,dx}
{\displaystyle wx^{2}={\frac {1}{5}}x^{5}+C}
{\displaystyle {\frac {1}{y}}x^{2}={\frac {1}{5}}x^{5}+C}
Tedy řešení pro {\displaystyle y} je
{\displaystyle y={\frac {x^{2}}{{\frac {1}{5}}x^{5}+C}}}.